# All Saints and St Nicholas, South Elmham
All Saints and St Nicholas, South Elmham est une paroisse civile du Suffolk, en Angleterre.